# Skrobotno
Skrobotno je naseljeno mjesto u općini Bileća, Republika Srpska, Bosna i Hercegovina.

## Stanovništvo

### Popisi 1971. – 1991.
| Skrobotno     |             |             |              |
| godina popisa | 1991.       | 1981.       | 1971.        |
| Srbi          | 4 (100,0 %) | 5 (100,0 %) | 14 (93,33 %) |
| Crnogorci     | 0           | 0           | 1 (6,667 %)  |
| ukupno        | 4           | 5           | 15           |

### Popis 2013.
| Skrobotno     |             |
| godina popisa | 2013.       |
| Srbi          | 2 (100,0 %) |
| ukupno        | 2           |

## Vanjske poveznice
- Službene mrežne stranice općine Bileća